# Centaurea scillae
Centaurea scillae — вид квіткових рослин родини айстрових (Asteraceae). Ареал: Італія.

## Середовище
Centaurea scillae є ендеміком Калабрії, де росте в кількох місцях уздовж узбережжя Тірренського моря в крайній південно-західній частині регіону (Scilla — муніципалітет Калабрії).

## Характеристика
Це дворічний напівкриптофіт. Квітки рожеві, червоні, пурпурові.